# Sautener Straße
De Sautener Straße (L241) is een 930 meter lange Landesstraße (lokale weg) in het district Imst in de Oostenrijkse deelstaat Tirol. De weg begint bij de Ötztalstraße (B186) aan het begin van het Ötztal. Vandaar loopt de weg over de Ötztaler Ache in westelijke richting naar het dorp Sautens (812 m.ü.A.). Het beheer van de straat valt onder de Straßenmeisterei Umhausen.